# Biografie

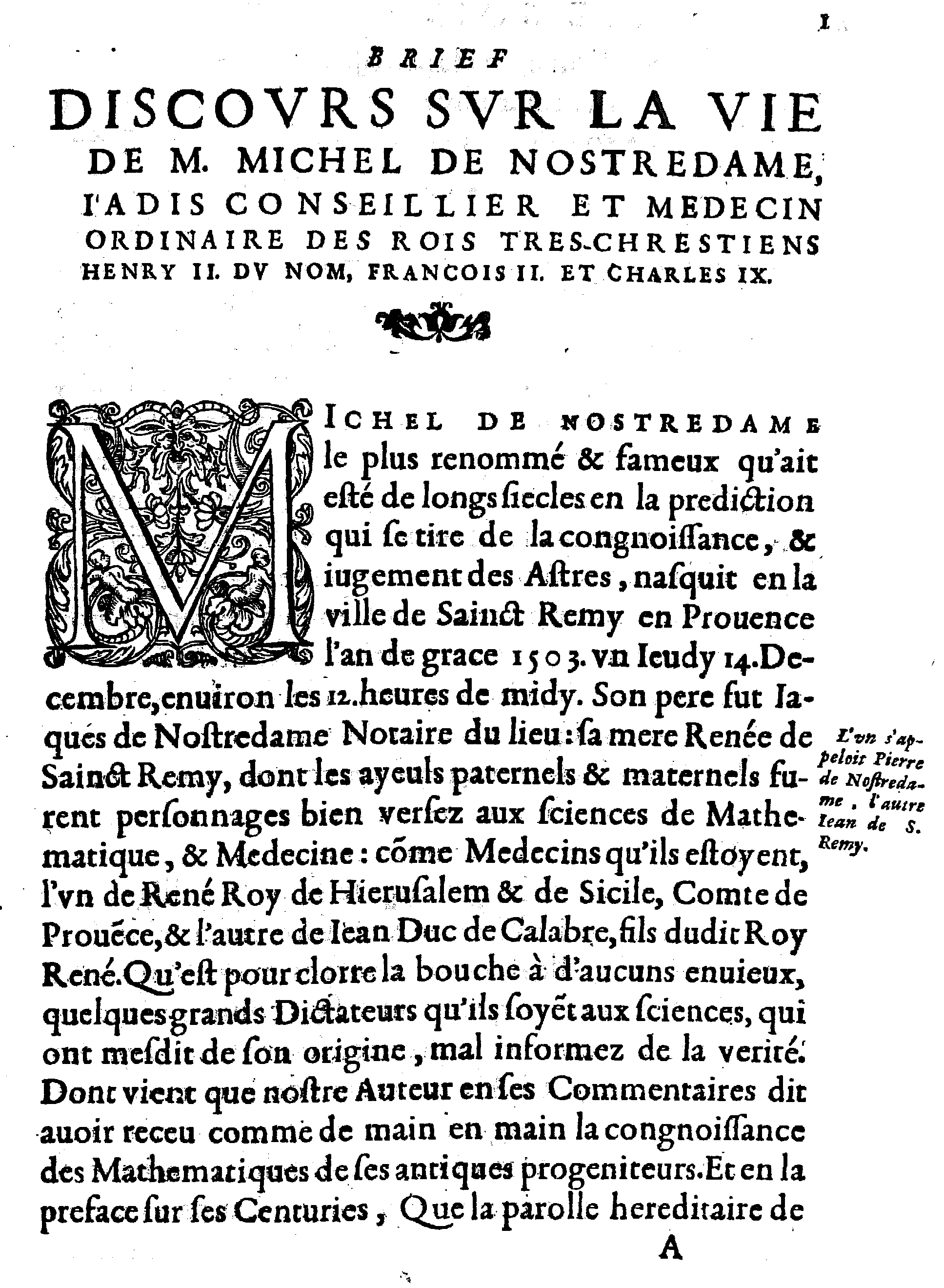
Biografie van Nostradamus door Jean-Aimé de Chavigny, 1594

Een biografie (Oudgrieks: βίος (bíos), leven, γράφειν (gráphein), schrijven) is een op schrift gestelde (en doorgaans gepubliceerde) levensbeschrijving van een persoon.
De term wordt meestal gebruikt voor non-fictie, dat wil zeggen werken waarin iemand het werkelijke leven van een werkelijk bestaand, veelal beroemd, persoon probeert te beschrijven.
Een biografie is wel verhalend en probeert op die manier een beter inzicht te geven in de persoonlijkheid en karakter van de beschreven persoon dan een droge opsomming van feiten zou doen. Een biografie van een heilige heet een hagiografie. Deze term wordt ook gebruikt als de schrijver zijn onderwerp onkritisch behandelt.
Een geautoriseerde biografie is er een die is geschreven met de toestemming van de persoon die het onderwerp van de biografie is.
Een autobiografie is een biografie die is geschreven door de persoon die het onderwerp van de biografie is, of door een ghostwriter op aanwijzing van die persoon.